# Sukalaksana (Sucinaraja)
Sukalaksana is een bestuurslaag in het regentschap Garut van de provincie West-Java, Indonesië. Sukalaksana telt 2714 inwoners (volkstelling 2010).